# Von hier bis unendlich
Von hier bis unendlich ist das erste Studioalbum der deutschen Schlagersängerin Helene Fischer. Das Album wurde am 2. Februar 2006 in Deutschland veröffentlicht.

## Geschichte
Fischer konnte Jean Frankfurter als Produzenten ihres Debütalbums gewinnen, nachdem sie zuvor bereits in Musicals und auf Schlagerfestivals gesungen hatte. Auch trat sie 2005 in Florian Silbereisens Sendung Hochzeitsfest der Volksmusik auf. Die Musik des Albums stammt komplett von Frankfurter, die Texte wurden von Irma Holder und Kristina Bach geschrieben. Frankfurter nahm das Album mit Fischer in seinem Taunusstudio auf. Die Gitarre spielte Johan Daansen.
Und morgen früh küss ich dich wach erschien im Juli 2006 als Promo-Single und konnte 2013 aufgrund hoher Download-Verkäufe die Charts in Deutschland und Österreich erreichen.
Das Album selbst erreichte Platz 19 in Deutschland, Platz 16 in Österreich und Platz 49 in der Schweiz. Später wurde es in Deutschland mit Fünffachgold und in Österreich mit Platin ausgezeichnet.

## Titelliste
1. Von hier bis unendlich – 3:48
2. Engel geh'n durchs Feuer – 3:39
3. Du triffst mitten ins Herz – 3:50
4. Und morgen früh küss ich dich wach – 3:48
5. Einfach reden oder so – 3:43
6. Feuer am Horizont – 3:55
7. Am Ende sind wir stark genug – 3:16
8. Solang dein Herz noch für mich schlägt – 4:06
9. Manchmal kommt die Liebe einfach so – 3:19
10. Es gibt keinen Morgen danach – 3:22
11. Im Reigen der Gefühle – 3:21
12. Auf der Reise ins Licht – 3:52
13. Friesen Hitmedley (Bonustitel) – 6:46
14. Ave Maria (heut sind so viele ganz allein) (Bonustitel) – 4:26
15. Nur wer noch träumen kann (Bonustitel) – 3:22